# Loupes
Loupes – miejscowość i gmina we Francji, w regionie Nowa Akwitania, w departamencie Żyronda.
Według danych na rok 1990 gminę zamieszkiwało 348 osób, a gęstość zaludnienia wynosiła 71 osób/km² (wśród 2290 gmin Akwitanii Loupes plasuje się na 837. miejscu pod względem liczby ludności, natomiast pod względem powierzchni na miejscu 1433.).